# Thrixopelma ockerti
Thrixopelma ockerti là một loài nhện trong họ Theraphosidae.
Loài này thuộc chi Thrixopelma. Thrixopelma ockerti được Joachim Schmidt miêu tả năm 1994.